# Tinea culminicola
Tinea culminicola is een vlinder uit de familie van de echte motten (Tineidae). De wetenschappelijke naam van de soort werd in 1894 gepubliceerd door Otto Staudinger. De soort komt voor in Bolivia.